# 新華震旦介
新華震旦介（学名：Sinocythere sinensis）为粗面介科震旦介屬下的一个种。其种加词“sinensis”意为“中华的”。